# Lithocarpus fangii
Lithocarpus fangii là một loài thực vật có hoa trong họ Cử. Loài này được (Hu & W.C.Cheng) C.C.Huang & Y.T.Chang mô tả khoa học đầu tiên năm 1988.